# Wolterstorffsche Lehranstalt
Die Wolterstorffsche Lehranstalt war eine 1863 gegründete Privatschule mit  progymnasialem Charakter in Osterburg in der Altmark.
Die Schule gründeten die Brüder Carl und Hermann Wolterstorff, während ihr Bruder Otto 1874 als Teilhaber hinzutrat. Die Brüder waren Söhne des Osterburger Superintendenten Gottfried Wolterstorff. Die Lehranstalt bestand zunächst aus einer Knabenschule. 1866 wurde auch eine Mädchenschule eingerichtet, die 1871 zu einer Höheren Töchterschule wurde. 
1890 hatte die Schule 200 Schüler. Während die Knabenschule 1892 nach Ballenstedt umzog und zum Städtischen Wolterstorff-Gymnasium mit Realschule und Alumnat wurde, bestand die Mädchenschule bis 1941 in Osterburg fort. In Osterburg wurde ein Lehrbetrieb mit Internat durchgeführt. Es bestand zudem die Vorschule. 1920 hatte die Schule 175 Schülerinnen. Für die Schule wurde umfassend geworben.